# Европейская народная платформа Молдовы — Юрие Лянкэ
Избирательный блок «Европейская народная платформа Молдовы — Юрие Лянкэ» (рум. Blocul electoral «Platforma Populară Europeană din Moldova — Iurie Leancă») — политический альянс проевропейских правоцентристских партий, сформированный 15 апреля 2015 для совместного участия в местных выборах в Молдавии 14 июня 2015. В блок вошли Европейская народная партия Молдовы (официально не зарегистрированная к началу выборов), Либерал-реформаторская партия, Партия «Демократическое действие» и партия «Демократия дома» (вышла из блока 6 мая 2015).